# Inia araguaiaensis
Il delfino dell'Araguaia (Inia araguaiaensis Hrbek, Da Silva, Dutra, Farias, 2014) è un cetaceo d'acqua dolce endemico del Brasile.

## Scoperta
Il riconoscimento di I. araguaiaensis come specie distinta dall'Inia geoffrensis fu annunciata il 22 gennaio 2014. Si arrivò a tale conclusione in base ai risultati delle analisi del DNA mitocondriale che rivelò che le due specie si erano divise circa 2,080 milioni di anni fa. È la prima specie di delfino di fiume ad essere descritta dal 1918.

## Descrizione
I delfini dell'Araguaia assumono una colorazione che varia dal grigio al rosa e sono lunghi dai 1,53 ai 2,6 m. Le loro vertebre cervicali non sono fuse fra loro e ciò gli consente di girare la testa bruscamente. Come gli altri delfini di fiume hanno la fronte prominente e un becco molto lungo in proporzione al resto del corpo.
Compensano la loro visione scarsa con l'ecolocalizzazione che gli consente di catturare pesci nell'acqua torbida.

## Conservazione
La popolazione stimata è di circa 600-1500 individui. Le sue principali minacce sono le attività agricole, la pesca e le dighe per l'energia idroelettrica.